# Tradycja kapłańska
Tradycja kapłańska – zgodnie z teorią źródeł jedno z ważnych źródeł, z którego powstały księgi Starego Testamentu. Jest to najmłodsze źródło, datowane na ok. 450 p.n.e. Jego autorami są kapłani z Jerozolimy. Odpowiada m.in. za pierwszy rozdział Księgi Rodzaju, hymn na cześć Stwórcy.

## Charakterystyka
Źródło kapłańskie przedstawia Boga (Elohim, El Szadaj) jako nielitościwego i dalekiego od ludzi, zawiera szczegółowe przepisy prawno-rytualne, powtarza wiele fragmentów J i E znacznie gorszym stylem i późniejszą hebrajszczyzną, przedstawia poglądy kapłanów ze Świątyni Jerozolimskiej z czasów Ezechiasza, wprowadza wiele zestawień genealogicznych i dat, stanowi główne źródło dla Księgi Kapłańskiej.

## Pisma kapłańskie w Biblii
Do najważniejszych tekstów tradycji w Biblii należą:
| Część                                                                             | Temat                                 | Fragmenty                                                   |
| Prahistoria                                                                       |                                       |                                                             |
| --------------------------------------------------------------------------------- | ------------------------------------- | ----------------------------------------------------------- |
|                                                                                   | Stworzenie                            | Rdz 1,1-2,4a                                                |
|                                                                                   | Genealogia od Adama do Noego          | Rdz 5,1-32*                                                 |
|                                                                                   | Potop i Arka Noego                    | Rdz 6,9-9,17*                                               |
|                                                                                   | Tabela narodów                        | Rdz 10,1-7*.20.22f.31f                                      |
|                                                                                   | Genealogia                            | Rdz 11,10-27.31f*                                           |
| Patriarchowie                                                                     |                                       |                                                             |
|                                                                                   | Historia Abrahama                     | Rdz 12,4b.5; 13,6.11b.12abα                                 |
|                                                                                   | Przymierze z Abrahamem                | Rdz 17*                                                     |
|                                                                                   | Pogrzeb Sary                          | Rdz 23*                                                     |
|                                                                                   | Małżeństwa Ezawa i Jakuba             | Rdz 26,34f; 27,46-28,9; 29,24.28b.29                        |
|                                                                                   | Objawienie się Boga Jakubowi w Bet-El | Rdz 35,9-13a.15                                             |
|                                                                                   | Józef i Jakub w Egipcie               | Rdz 41,46a; 46,6f.                                          |
| Wyjście, Pustynia, Synaj                                                          |                                       |                                                             |
|                                                                                   | Ucisk Izraela w Egipcie               | Wj 1,1-7*.13f.; 2,23-25                                     |
|                                                                                   | Powołanie Mojżesza                    | Wj 6,2-12                                                   |
|                                                                                   | Pięć plag                             | Wj 7,8-12.19-22*; 8,1-3.11*.12-15; 9,8-12; 12,1-20*.28.40f. |
|                                                                                   | Przejście przez Morze                 | Wj 14*                                                      |
|                                                                                   | Manna + Szabat                        | Wj 16*                                                      |
|                                                                                   | Ustawienie Przybytku Mojżeszowego     | Wj 24,15-29,46*; 39,32.43; 40,17.33-35*                     |
|                                                                                   | Początek kultu                        | Kpł 8f.*                                                    |
| Pustynia i Ziemia Obiecana                                                        |                                       |                                                             |
|                                                                                   | Wysłanie zwiadowców                   | Lb 13f.*                                                    |
|                                                                                   | Brak wiary Mojżesza i Aarona          | Lb 20,1-13*                                                 |
|                                                                                   | Śmierć Aarona                         | Lb 20,22-29*                                                |
|                                                                                   | Ogłoszenie śmierci Mojżesza           | Pwt 32,48-52*                                               |
|                                                                                   | Śmierć Mojżesza                       | Pwt 34,1*.7-9*                                              |
| * W ramach wyżej wymienionych miejsc, nie wszystkie wersy należą do tradycji "P". |                                       |                                                             |